# Сухоложский крановый завод
ООО «Сухоложский крановый завод» — машиностроительное предприятие, осуществляющее полный цикл производства грузоподъёмной техники: полукозловых, козловых и мостовых кранов грузоподъёмностью до 500 тонн, грузозахватных механизмов, крановых компонентов. Расположен в городе Сухой Лог (Свердловская область).

## История

### Советская эпоха
1953 год Приказом № 116 министра лесной и деревообрабатывающей промышленности в Сухом Логу основаны Центральные ремонтно-механические мастерские (ЦРММ), предназначенные для проведения капитального ремонта лесозаготовительной техники.
1956 год в номенклатуре выпускаемой продукции появляются краны на шасси автомобилей ЗИС-5, ЗИС-120, ГАЗ-МК, электродвигатели и электрические генераторы.
1960 год ЦРММ переименованы в «Сухоложский механический завод».
1968 год введены в эксплуатацию цеховые корпуса металлоконструкций, восстановления деталей, заготовки металлов, покрасочного отделения и склада готовых деталей.
1971 год начат выпуск козловых кранов ЛТ-62, производство которых продолжалось до 1995 года. В 1990-х годах ежемесячный выпуск доходил до 8—10 кранов (в отдельные месяцы — до 12). С 1971 по 1995 год изготовлено и реализовано более 1100 кранов.
1974 год освоен выпуск электрогидравлических грейферов большой грузоподъёмностью типа ЛТ-185, ГГЛ-400, предназначенных для работы с хлыстами. Серийно выпускаются и запущены в производство грейфер ковшового типа ГГЩ-10 (для работы со щепой и иными сыпучими материалами) и пятилестковый грейфер ЛТ-178С (для работы с металлоломом, сыпучими материалами).
1980 год. За десятую пятилетку многое сделано для улучшения качества: продукции завода аттестована на первую категорию качества. Десятки грейферов отправлены на экспорт.

### Современная история
1990 год освоено производство полукозловых кранов г/п до 5 тонн, электрических мостовых однобалочных, а также ручных мостовых г/п 1 и 2. Конструкторский отдел адаптирует выпускаемое оборудование под конкретные требования.
1996 год запущено в производство комбинированные дорожные машины на базе автомобилей семейства КамАЗ и ЗИЛ, а также навесного оборудования к ним. Завод столкнулся с трудностями сбыта.
2002 год Завод не справляется с заказами на снегоуборочную технику.
2004 год. За невыплату зарплаты генеральный директор завода по суду отстранён от работы.
2005 год Завод вошёл в состав группы предприятий «УРАЛКРАН» и получает новое название «Сухоложский крановый завод» (СКЗ).
2006 год. Предприятие специализируется на производстве мостовых кранов, грузозахватных механизмов (грейферов). Началось техническое перевооружение завода. Технология производства, оптимальных технологических потоков изготовления продукции, разработана совместно с экспертами германской компанией DEMAG Cranes&Components.
2007 год. Проведено техническое перевооружение СКЗ для серийного выпуска современных конструкций мостовых кранов.

## Структура
Сухоложский крановый завод с 2005 года входит в ГК «УРАЛКРАН». Директор — С.В. Бояркин.